# Grote roodschenkeleekhoorn
De grote roodschenkeleekhoorn (Epixerus ebii)  is een zoogdier uit de familie van de eekhoorns (Sciuridae). De wetenschappelijke naam van de soort werd voor het eerst geldig gepubliceerd door Coenraad Jacob Temminck in 1853.

## Voorkomen
De soort komt voor in twee gescheiden verspreidingsgebieden: het ene deel in Sierra Leone, Liberia, Ivoorkust en Ghana; het andere deel in Congo-Brazzaville, Equatoriaal-Guinea, Gabon en Kameroen.